# Midshipman Easy
Pour plus de détails, voir Fiche technique et Distribution.
Midshipman Easy est un film britannique réalisé par Carol Reed, sorti en 1935.

## Synopsis
En Angleterre, dans les années 1790, le jeune Jack Easy, un garçon épris d'égalitarisme, convainc ses parents de s'engager dans la Royal Navy comme aspirant sur le navire HMS Harpy où il va lui arriver plusieurs aventures.

## Fiche technique
- Titre original : Midshipman Easy
- Réalisation : Carol Reed
- Scénario : Anthony Kimmins, d'après le roman Mr Midshipman Easy (en) de Frederick Marryat
- Direction artistique : Edward Carrick
- Photographie : John William Boyle
- Son : Eric Williams
- Montage : Sidney Cole
- Musique : Frederic Austin
- Production : Basil Dean
- Société de production : Associated Talking Pictures
- Société de distribution : Associated British Film Distributors
- Pays de production :  Royaume-Uni
- Langue originale : anglais
- Format : Noir et blanc  — 35 mm — 1,37:1 — son mono
- Genre : film d'aventures
- Durée : 70 minutes
- Dates de sortie : 
  - Royaume-Uni : 24 octobre 1935

## Distribution
- Hughie Green (en) : Jack Easy
- Margaret Lockwood : Donna Agnes
- Robert Adams : Mesty
- Harry Tate (en) : M. Biggs
- Lewis Casson : M. Easy
- Dorothy Holmes-Gore : Mme Easy
- Roger Livesey : Capitaine Wilson
- Dennis Wyndham : Don Silvio
- Tom Gill : Gascoigne
- Norman Walker : Fitch
- Arthur Hambling : Lieutenant Sawbridge